# 諾思拉普角
69°52′S 160°9′E / 69.867°S 160.150°E
諾思拉普角是南極洲的海岬，位於維多利亞地，處於貝洛索夫角西南面6公里，該海岬根據美國地質調查局的測量和美國海軍的空中照片被繪入地圖，現時由南極條約體系管理。